# Schlauchbinde

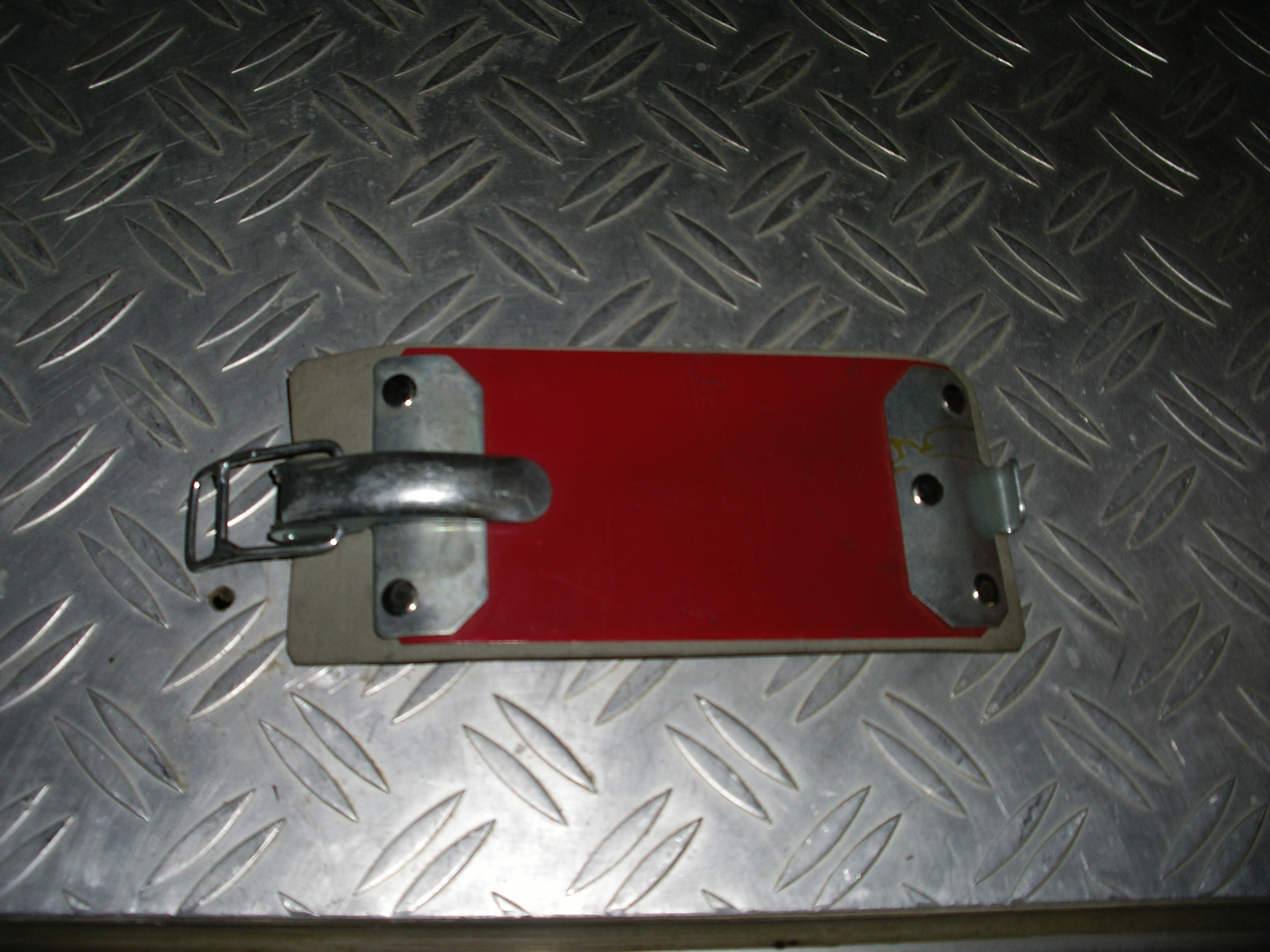
Schlauchbinde

Eine Schlauchbinde dient dem behelfsmäßigen Abdichten eines im Einsatz defekt gewordenen Feuerwehrschlauches, um einen sofortigen Schlauchwechsel zu vermeiden.
Die Schlauchbinde besteht aus einem flexiblen Metallband mit Moosgummiauflage, ältere Modelle aus zwei durch ein Gelenk verbundenen Leichtmetall-Halbschalen, die um den Schlauch gelegt und durch das Drücken eines Hebel verschlossen werden.